# Катихизис (књига)
Катекизам је поред Библије сумарни документ хришћанског веровања издат у облику писаног дела.
Значење речи (из грч. κατηχέω) је "учити усмено". У католицизму катекизам је збирка изјава католичког наука издана у облику књиге или на неком другом медију. У протестантизму катекизам је једноставан резиме или излагање верских доктрина, док у Католичкој цркви служи као увод учења у Свете тајне (Сакраменте) који су традиционални део катихизиса, односно хришћанског веронаука деце и одраслих.
Католичка Црква је више пута током своје историје издавала катекизме. Последњи је Катекизам Католичке Цркве (лат. Catechismus Catholicae Ecclesiae) из 1994. Као помагало у настави веронаука издавали су се и мали катекизми који у сажетом облику представљају католичку веру.
У православљу, "катекизам" често замењује катихизис, који се користи синонимно.